# Scott Hampton

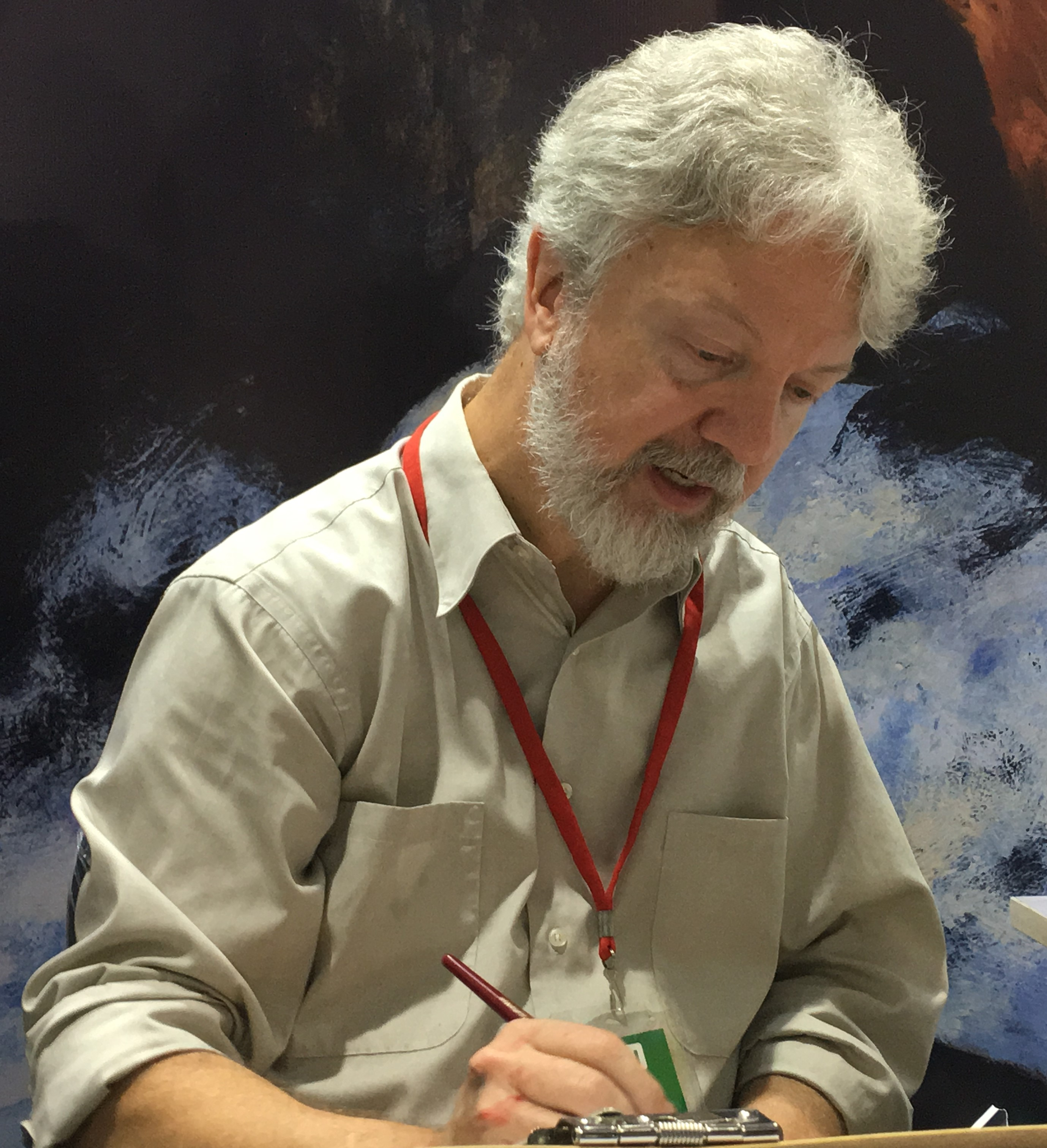
Scott Hampton

Scott Hampton (* 1959 in High Point, North Carolina) ist ein US-amerikanischer Comiczeichner.

## Leben und Arbeit
Hampton begann wie sein Bruder Bo Hampton in den 1980er Jahren als hauptberuflicher Comiczeichner zu arbeiten, nachdem beide in den 1970er Jahren unter anderem bei Will Eisner ausgebildet worden waren. Die erste Arbeit Hamptons, die veröffentlicht wurde, war dabei die sechsseitige Geschichte Godfather Death, die Epic Illustrated 1982 herausbrachte.
Zu den Serien, an denen Hampton seither gearbeitet hat, zählen unter anderem Batman, Black Widow und Sandman für DC-Comics, sowie Hellraiser und Stark Trek für Dark Horse Publishings. Künstlerisch bemerkenswert sind viele Arbeiten Hamptons vor allem deswegen, weil er Comics häufig nicht zeichnet, sondern malt, eine Technik, die erst seit den 1980er Jahren praktiziert wird und zu deren Wegbereitern Hampton zählt: Seine Arbeiten für die Serie Silverheels bei dem Verlag Pacific Comics von 1983 gelten als eines der ersten Werke auf der Grundlage dieser Herstellungstechnik. Die von Hampton auf diese Weise als eine Aufeinanderfolge von düster-melancholischen Szenen mit impressionistischem Einschlag visualisierte Graphic Novel Batman: Night Cries, die sich auf behutsame Weise dem Thema der Kindsschändung annähert, brachte ihm und dem Verfasser dieses Comicromans, Archie Goodwin, 1993 eine Auszeichnung mit dem renommierten Harvey Award ein.
Neuere Comicarbeiten Hamptons, der mit seiner Frau Letitia in Chapel Hill im US-Bundesstaat North Carolina lebt, sind Spookhouse, eine Folge von Gruselgeschichten die 2004 bei IDW Publishing erschien und der One Shot Batman: Gotham County, der 2005 von DC publiziert wurde.
In seinem Privatbesitz („creator owned“) befindet sich die Independent-Comicreihe The Upturned Stone, um die Verfilmungsrechte an welcher sich unter anderem David Foster beworben hat. Hampton selbst ist in filmerischer Hinsicht in jüngerer Zeit als Regisseur der Independent-Film-Produktion The Tontine hervorgetreten, die im April 2006 Premiere hatte.